# Chiesa della Regina coeli
La Chiesa della Regina coeli si trova a Villa Celiera, un piccolo borgo medievale abruzzese all'interno del Parco Nazionale del Gran Sasso e Monti della Laga. Si tratta di una chiesa sussidiaria di piccole dimensioni, collocata nell'area periferica ma facilmente raggiungibile in auto. La diocesi di appartenenza è quella di Pescara-Penne.   

## Storia
Una targa posta sull'edificio attesta, tra l'VIII e il IX secolo d.C., la fondazione di una cappella dedicata alla Madonna Regina del Cielo nel sito dove oggi sorge la chiesa; tuttavia le prime notizie certe risalgono al XVI secolo. Agli ultimi decenni del secolo risalgono il portale della chiesa, gli archi a tutto sesto all'interno della facciata e la facciata.  
Per molti secoli la chiesa, collocata in un punto periferico del paese, è stata abbandonata a se stessa, come testimoniano il questionario diocesano del 1929 e l'Inventario e Stato Patrimoniale del Beneficio Parrocchiale e dei Beni Ecclesiastici del 1935. 
Il 1936 è l'anno della prima ristrutturazione completa del bene: costruzione del pavimento, sostituzione dell'altare maggiore, sistemazione della copertura e tinteggiatura. 
Non si hanno notizie sulla condizione del bene durante gli anni della seconda guerra mondiale, ma l'arcivescovo Antonio Iannucci ricorda, nella sua opera dal titolo Storia dell'Archidiocesi di Pescara-Penne dal 1949 al 1990, il restauro dell'edificio nel 1960, probabilmente a causa dei danni bellici. 
L'ultimo restauro dell'edificio risale agli inizi degli anni duemila, grazie al contributo degli abitanti di Villa Celiera. Il restauro prevedeva il rifacimento del tetto, delle volte e la rimozione degli intonaci per evidenziare la muratura a vista previa sabbiatura. A testimonianza dei lavori svolti è stata affissa una targa fuori dalla chiesa, che riporta la data dell'8 settembre 2001.

## Descrizione
La peculiarità dell'edificio è l'estrema semplicità della sua architettura, sia all'interno che all'esterno della chiesa. 
La struttura della chiesa è un'unica aula rettangolare, preceduta da un vestibolo d'ingresso. Il presbiterio è sopraelevato di quattro gradini rispetto al pavimento in cotto. Il campanile a vela è collocato in corrispondenza del fondo dell'abside, ma il suo materiale di costruzione fa ipotizzare una sua costruzione tarda rispetto l'impianto originale dell'edificio. 

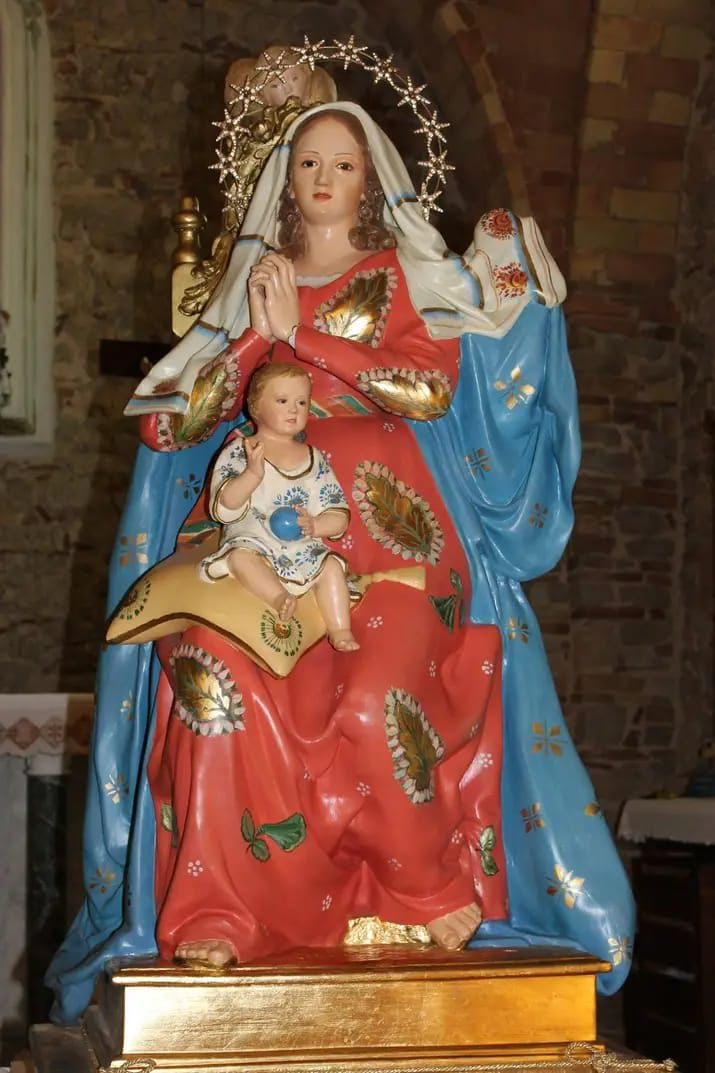
Statua Madonna con bambino

L'interno, in muratura a vista, presenta ai suoi lati numerose nicchie, archi a tutto sesto e pilastri senza capitello. In una delle nicchie laterali è presente una statua raffigurante Madonna con bambino di artista ignoto.  
La facciata a capanna, dopo l'ultimo restauro del 2001, presenta una muratura in pietra e laterizio a vista, un unico portale in pietra una finestra a tutto sesto. Il timpano si presenta incorniciato con al centro un oculo circolare.